# تاكاأكي فوجيساوا
تاكاأكي فوجيساوا (باليابانية: 藤定 孝章) (30 يوليو 1988 في أوكاياما في اليابان – )؛ هو لاعب كرة قدم سابق كان يلعب كلاعب وسط.

## وصلات خارجية
- تاكاأكي فوجيساوا على موقع Soccerway.com (الإنجليزية)